# Wilhelm Mayer
Pour les articles homonymes, voir Mayer.
William Mayer est un homme politique et diplomate allemand, né le 18 novembre 1874 à Enkenbach (Royaume de Bavière) et mort le 6 mars 1923 à Munich (Allemagne).
Membre du Zentrum puis du Bayerische Volkspartei (le BVP), il est ministre du Trésor de 1919 à 1920 puis  ambassadeur d'Allemagne en France de 1920 à 1923.

## Biographie

### Études
Après avoir fréquenté l'école primaire d'Enkenbach, William Mayer choisit la foi catholique  et étudie au lycée de Kaiserslautern, où il passe son baccaulauréat. Il étudie ensuite le droit et les sciences politiques à l'université de Heidelberg, l'université de Wurtzbourg et l'université Louis-et-Maximilien de Munich. À Wurtzbourg, il devient docteur en sciences politiques, en 1898. À Munich, en 1900, il réussit un examen de droit.

#### Politique
Wilhelm Mayer appartient au Zentrum puis au BVP, dès janvier 1920. Depuis 1907, il est député du Reichstag de l'Empire puis de du Reichstag de la république de Weimar.
Il est ministre du Trésor au sein du cabinet Bauer, entre le 21 juin 1919 et le 30 janvier 1920.

### Diplomatie
De février 1920 à janvier 1923, il est ambassadeur allemand en France. Il est rappelé par le président du Reich Friedrich Ebert en signe de protestation contre l'occupation française de la Ruhr. 